# Georges-Philippe Clésinger
Georges-Philippe Clésinger est un sculpteur français né à Besançon en 1788 et mort dans la même ville le 14 mai 1852.

## Biographie
Georges-Philippe Clésigner est né à Besançon, en 1788. Il fut élève de François-Joseph Bosio et de Jean-Jacques Flatters. Installé dans sa ville natale, il s'occupa de réorganiser l'École des Beaux-Arts où il enseigna le dessin et la sculpture. Il prit part aux Salons de Paris, en 1822 et en 1824, et exécuta quelques bustes qui se trouvent à la Bibliothèque municipale de Besançon et plusieurs sculptures religieuses qui ornent, dans cette ville, l'église Sainte-Madeleine. Son œuvre la plus importante est la statue en marbre du cardinal de Rohan-Chabot placée dans la cathédrale Saint-Jean. Au sujet des ouvrages de l'artiste, le peintre Jean Gigoux, un de ses compatriotes, donne sur sa façon de procéder des détails assez curieux qui font peu honneur à son talent : « Il prenait, parait-il, sans se gêner son bien où il le trouvait ; il moulait tout bonnement des bras, des jambes, des têtes sur des statues antiques ; puis il en fabriquait ses figures et ses groupes, en quinze jours, un mois au plus. » Il reçut souvent des commandes pour les églises des environs, « car il savait si bien prendre un air de componction en levant au ciel ses yeux à demi-clos que les curés lui témoignaient autant de confiance que d'admiration ».  Georges Clésinger, qui était par ailleurs le père de Jean-Baptiste, dit Auguste Clésinger, est mort à Besançon, le 14 mai 1852.